# Jazīreh-ye Boneh
Jazīreh-ye Boneh (persiska: جزیره بونه, Jazīreh-ye Būneh, جزیره بنه) är en ö i Iran.   Den ligger i provinsen Khuzestan, i den centrala delen av landet, 700 km söder om huvudstaden Teheran.